# Кротин, Павел Наумович
Павел Наумович Кротин (24 ноября 1947, Ленинград — 20 марта 2016, Санкт-Петербург) — доктор медицинских наук, профессор, заслуженный врач Российской Федерации, врач высшей квалификационной категории по специальности «Общественное здоровье и здравоохранение», «Акушерство и гинекология». С момента основания и в течение 24-х лет Главный врач первого в России Центра охраны репродуктивного здоровья для детей «Ювента».

## Биография
Родился в семье профессионального музыканта (по классу виолончель): отец Наум-Моисей Иоселевич Кротин  (1910—1991), уроженец г. Рогачева (ныне Белоруссия), мать Рахиль Абрамовна (1912—1980). Отец прошел две войны: Советско-финскую (1939—1940) и Великую Отечественную (1941—1945). Н.И. Кротин в мирное время работал в оркестре цирка на Фонтанке (Ленинград). В начале войны Рахиль Абрамовна вместе с Дорой (1933 г.р.; старшей сестрой П. Н. Кротина) была эвакуирована на Урал, в город Коркино. В Ленинград они вернулись в 1945 году. Дора Наумовна окончила РГПУ им. А. И. Герцена, Преподавала физику и математику в школе.
Павел Наумович родился 24 ноября 1947 года в городе Ленинграде. В школьные годы учился музыке в Ленинградском Дворце пионеров имени А. А. Жданова по классу кларнета и саксофона, в школьном театральном кружке под руководством выпускника этой школы, актера театра и кино Уржумцева М. В. В 1965 году окончив школу № 281 с углубленным изучением химии, поступил в Ленинградский санитарно-гигиенический медицинский институт (ЛСГМИ), в настоящее время — Федеральное государственное бюджетное образовательное учреждение высшего образования «Северо-Западный государственный медицинский университет имени И. И. Мечникова» (СЗГМУ имени И. И. Мечникова). Талант организатора у Павла Наумовича ярко проявился в студенческие годы, он был лучшим командиром стройотрядовского движения в вузе, капитаном команды КВН своего курса, активно участвовал во всех значимых событиях и как их организатор, так и непосредственный участник. Был удостоен почетного знака «Честь и достоинство» Ассоциации выпускников.
После окончания ЛСГМИ в 1971 году Павел Наумович был призван в ряды Советской Армии, где проходил службу в полку милиции г. Ленинграда. В период с 1972 по 1975 годы работал санитарным врачом в Санитарно-эпидемиологической станции Невского района г. Ленинграда. С 1974 года стал практиковать в области лечения заболеваний методом иглорефлексотерапии и, после прохождения полного курса обучения у профессора А. Т. Качан, получил сертификат врача иглорефлексотерапевта. Знания и умения в иглорефлексотерапии неоднократно помогали Павлу Наумовичу, как в его лечебной работе, так и в научных исследованиях. Будучи деятельным и общительным по натуре человеком, этим своим умением Павел Наумович помог очень многим спортсменам в период XXII Олимпиады 1980 года. Тем не менее, Павла Наумовича всегда привлекало акушерство и гинекология, именно этой специальности он посвятил свою жизнь.
С 1975 по 1978 годы учился в аспирантуре на кафедре акушерства и гинекологии Ленинградского педиатрического медицинского института (ЛПМИ) — колыбели специальности «детская гинекология». Руководитель этой кафедры (1964—1984 гг.) известный профессор Нина Васильевна Кобозева, заразила его идеями значимости здоровья девочки для всей последующей репродуктивной деятельности.
В период с 1978 по 1991 годы Павел Наумович работал ассистентом на кафедре акушерства и гинекологии ЛСГМИ под руководством профессора, доктора медицинских наук Алексея Семеновича Слепых (1924—1984). Павел Наумович работал акушер-гинекологом в родильных домах, руки этого замечательного врача дали жизнь многим детям города Ленинграда. В 1980 году Павел Наумович защитил диссертацию на соискание ученой степени кандидата медицинских наук на тему «Лечение ювенильных кровотечений методом электропунктуры». Научным руководителем Павла Наумовича была Нина Васильевна Кобозева.

## Создание системы охраны репродуктивного здоровья подростков и молодежи Санкт-Петербурга. Центр «Ювента»
С 1991 года Павел Наумович последовательно работал доцентом, профессором на кафедре детской и подростковой гинекологии СПбГПМА (б. ЛПМИ), кафедре детской гинекологии и женской репродуктологии СПбГПМУ вплоть до 2016 г.
Важную роль в жизни П. Н. Кротина сыграл Юрий Александрович Гуркин (1939—2019) — доктор медицинских наук, профессор, организатор и заведующий первой в СССР кафедры детской и подростковой гинекологии Ленинградского педиатрического медицинского института (СПбГПМА, н. СПбГПМУ).
Фактически с организации кафедры в 1990-е годы начала формироваться система охраны репродуктивного здоровья подростков и молодежи Санкт-Петербурга. Ключевым решением стало приглашение профессором Ю. А. Гуркиным на должность доцента и руководителя городского центра охраны здоровья подростков Павла Наумовича. Так в Санкт-Петербурге появился центр «Ювента». Это был первый случай в истории отечественной медицины: до него ни в одном городе России не существовало подобной медицинской организации. Впоследствии, этот опыт был распространен на многие города России — Новосибирск, Барнаул, Томск, Тверь, Рязань, Калач-на-Дону, Хабаровск, Владивосток, Братск, Уфа, Улан-Удэ, Сургут, Нефтеюганск, Ижевск и др.
В 1992 году Павел Наумович Кротин занял должность главного врача Санкт-Петербургского государственного бюджетного учреждения здравоохранения «Городской консультативно-диагностический центр для детей „Ювента“ (репродуктивное здоровье)» (далее — Центр «Ювента»). Он создал коллектив медицинских специалистов: 40 врачей высшей категории,6 докторов медицинских наук,15 кандидатов медицинских наук. А в основу работы сотрудников положен принцип четырех «Д» — Доверия, Доброжелательности, Доступности и Добровольности. Вместе с коллегами и сподвижниками Павел Наумович создал систему оказания комплексной помощи подросткам и молодежи на различных этапах становления репродуктивной системы. Результатом работы стала вышедшая диссертационная работа на соискание ученой степени доктора медицинских наук по теме «Научное обоснование организации службы охраны репродуктивного здоровья девушек-подростков», которую Кротин П. Н. защитил в Санкт-Петербурге в 1998 году.
В конце 1990-х годов по инициативе главного врача Центра «Ювента» Кротина П. Н. и начальника отдела охраны материнства и детства Комитета по здравоохранению Правительства Санкт-Петербурга Симаходского А. С., при поддержке Комитета по здравоохранению Санкт-Петербурга и Восточно-Европейского Комитета (ОЕК) Шведского общества заботы о здоровье (SEEК), началось двустороннее российско-шведское сотрудничество в области сохранения репродуктивного здоровья подростков, в том числе профилактики абортов, а также инфекций, передающихся половым путем, включая ВИЧ/СПИД. В 1999 году стартовал российско-шведский «Проект 13» (1999—2000 гг.). Основной целью проекта было найти и реализовать такие формы работы, которые принесли бы непосредственную практическую пользу подросткам Санкт-Петербурга. Павел Наумович был настоящим подвижником, он осознавал необходимость заботы о здоровье подрастающих поколений, сражался с косностью, невежеством и равнодушием, пытался донести до чиновников и коллег главное: если мы потеряем наших детей, то потеряем внуков, страну, будущее.
В ходе реализации «Проекта 13» в 1999 году в Санкт-Петербурге открылись две первые молодежные консультации — в Красногвардейском и Петроградском районах города. В дальнейшем, в результате продолжения работы международных проектов «13 плюс» (2000—2004 гг.), «Подросток — наше будущее» (2004—2007 гг.), при активной методической работы Кротина П. Н. и специалистов Центра «Ювента», а также сотрудников молодежных консультаций в 2000—2016 гг. в городе начали работать 22 молодежные консультации в 17 районах. Помимо этого, по инициативе Кротина П. Н. в городе была создана служба кризисной помощи подросткам, оказавшимся в трудной жизненной ситуации. На базе Центра «Ювента», с 1993 года работает круглосуточная служба «Телефон доверия» для подростков. В рамках российско-шведского проекта «13+» в центре «Ювента» проводились акции «Здоровая молодежь — сильная страна». В проекте участвовали волонтеры центра «Ювента», РОО «Взгляд в будущее» и молодежных консультаций города.
Павел Наумович создал эффективную систему оказания комплексной помощи несовершеннолетним, не только в Санкт-Петербурге, но и в Российской Федерации. Результатом многолетней работы специалистов службы охраны репродуктивного здоровья детей и подростков стало значительное снижение среди подростков уровня абортов и инфекций, передающихся половым путем.
По просьбе руководителя российско-шведского проекта Барбро Густаффсон, шведская благотворительная организация Vi Agroforestry высадила в Центральной Африке на берегу озера Виктория в Кении несколько деревьев в память о Павле Наумовиче. Эти деревья стали частью рощи увековечений значимых людей с различных полюсов мира.
Павел Наумович проводил большую учебно-методическую работу с районными детскими и подростковыми гинекологами, специалистами молодежных клиник не только Санкт-Петербурга, но и Российской Федерации, стран СНГ. Регулярно и активно участвовал в работе международных, всероссийских и городских конференций, симпозиумов, семинаров, посвященных вопросам охраны репродуктивного здоровья подрастающего поколения, являясь президентом Ассоциации «Планирование семьи в Санкт-Петербурге» и директором Северо-Западного центра Российской ассоциации по планированию семьи (РАПС). В 2005 году ему было присвоено ученое звание профессора подростковой медицины и валеологии и вручена медаль «В память 300-летия Санкт-Петербурга».
Кротин П. Н. активно сотрудничал со средствами массовой информации, выступая на радио и телевидении, проводил большую работу с отечественными и зарубежными благотворительными организациями. Кроме того, основатель Центра «Ювента» участвовал в реализации международных проектов по охране репродуктивного здоровья детей и подростков, в том числе в проектах по линии сотрудничества с Детским Фондом ООН «ЮНИСЕФ» (проекты «Ювента», «Ювента-2000», «Приглашение в будущее», «Клиники, дружественные к молодежи»), с фондом народонаселения ООН «ЮНФПА», в совместных российско-голландских проектах по профилактике ИППП, ВИЧ «МАТРА».

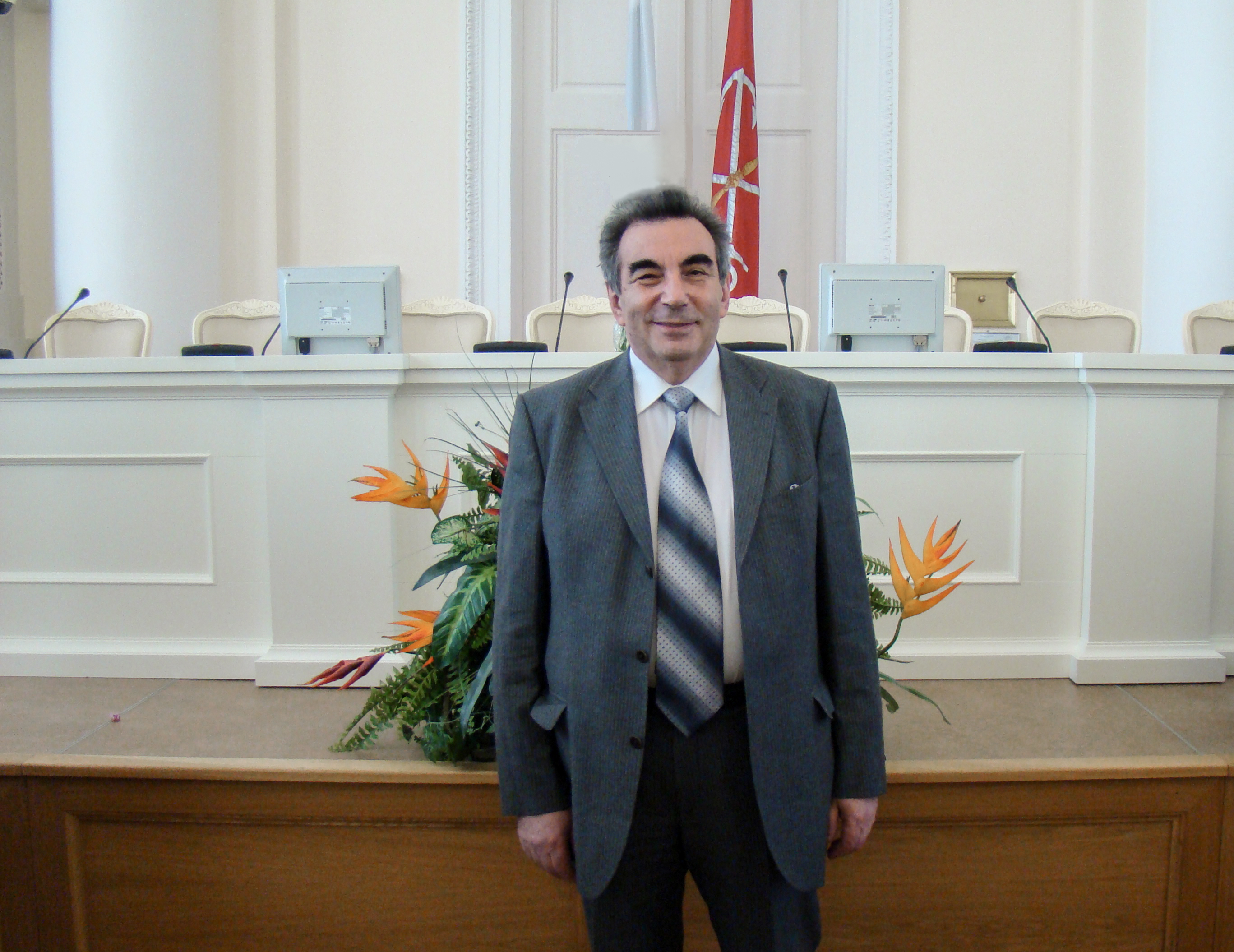
Павел Наумович Кротин в Смольном на награждении "Заслуженный врач Российской Федерации". 2010 год

Наряду с большой научной, преподавательской, общественной работой Павел Наумович не забывал и лечебную работу, проводил большое количество консультаций пациентов с гинекологической патологией, широко внедрял в практику новые методы лечения заболеваний женских половых органов в детском и подростковом возрасте. В 2010 году ему было присвоено почетное звание «Заслуженный врач Российской Федерации». Профессор Кротин П. Н. являлся главным внештатным специалистом по подростковой и детской гинекологии в Северо-Западного федеральном округе Российской Федерации. Также был членом президиума правления Всесоюзного общества акушеров-гинекологов, заслуженным деятелем наук.
В настоящее время молодежные консультации продолжают успешно оказывают профилактическую и лечебно-диагностическую помощь детям и подросткам под методическим руководством Центра «Ювента». С 2017 года, продолжателями деятельности Павла Наумовича, руководством Центра «Ювента» ежегодно проводятся конференции с международным участием «Современные проблемы подростковой медицины и репродуктивного здоровья молодежи. Кротинские чтения».
Дело, которому Павел Наумович Кротин посвятил всю свою энергию, знания, опыт, продолжает развиваться, приобретая новые формы и направления.

## Вклад в медицинскую науку и практику
- В 1992 году П. Н. Кротин организовал и возглавил первый в стране центр охраны репродуктивного здоровья подростков и молодежи. 17 марта 1993 года в связи с изменением характера деятельности этого центра, увеличением ее объема, а также необходимостью организации андрологической службы он был преобразован в «Городской консультативно-диагностический центр для детей „Ювента“ (репродуктивное здоровье)».
- П. Н. Кротин является автором многих учебных пособий и справочников по детской и подростковой гинекологии и репродуктологии.

## Общественная деятельность
- Президент Ассоциации «Планирования семьи в Санкт-Петербурге»;
- Директор Северо-Западного центра РАПС;
- Член Некоммерческого партнерства медико-социальной помощи «Объединение молодежных консультаций»;
- Главный внештатный подростковый и детский гинеколог Северо-Западного федерального округа;
- Член президиума правления Всесоюзного общества акушеров-гинекологов; заслуженный деятель наук.
- Учредитель Общественной организации «Союза детских и подростковых гинекологов Санкт-Петербурга».

## Семья
Жена: Татьяна Ефимовна Кротина — родилась в 1946 году в Китае, г. Дальний. По образованию инженер-технолог, многие годы возглавляла производство завода ОАО «Петмол»
Дочь: Юлия Павловна Григорьева — родилась в 1969 году в г. Ленинграде. Работает инженером по медицинской технике и оборудованию в Центре «Ювента».
Внук: Илья Сергеевич Григорьев — Окончил РТА Санкт-Петербургский имени В. Б. Бобкова

## Известные ученики
Под руководством Павла Наумовича кандидатские диссертации выполнили и защитили:
Каплина Вера Ивановна (2003). «Медико-социальное обоснование организационной модели подростковой службы в составе крупного лечебно-профилактического объединения».
Таенкова Алина Анатольевна (2004).«Репродуктивное поведение и пути его оптимизации у молодежи Хабаровского края».
Ипполитова Марина Федоровна (2005). «Медико-социальная характеристика девушек-подростков с первичной дисменореей, и организация их комплексного лечения в амбулаторных условиях».
Панков Владимир Михайлович (2005)«Научное обоснование организации деятельности акушерской службы региона в современных условиях».

## Научные труды
Павел Наумович Кротин - автор, соавтор статей в журналах (46), в сборниках трудов научных конференций (17), в монографиях, сборниках (13), диссертаций (2), патент (1). Научные труды П. Н. Кротина процитированы в 656 работах.
- Кротин П. Н., Кириленко О. В. Комбинация противогрибкового препарата и пребиотика в терапии острого кандидозного вульвовагинита // РМЖ. Мать и дитя. 2019. Т. 2. № 2. С. 120—125.
- Кротин П. Н., Михайлин Е. С., Иванова Л. А., Савицкий А. Г., Берлев И. В. Способ профилактики железодефицитной анемии у несовершеннолетних беременных женщин. Патент на изобретение RU 2616264 °C, 13.04.2017. Заявка № 2016111426 от 28.03.2016.
- Кротин П. Н., Родионова Е. Ю., Чутко Л. С., Психовегетативные расстройства у девушек с нарушением менструального цикла // Журнал неврологии и психиатрии им. C.C. Корсакова. 2016. Т. 116. № 12. С. 30-33.
- Кротин П. Н., Кириленко О. В. Возможности лечения дисменореи // Гинекология. 2015. Т. 17. № 6. С. 37-40.
- Кротин П. Н., Гоготадзе И. Н., Кожуховская Т. Ю., Богатырева Е.М Ведение пациенток с аномальными маточными кровотечениями пубертатного периода в амбулаторных условиях (опыт ГКДЦ «Ювента») // Педиатр. 2015. Т. 6. № 1. С. 54-61.
- Уварова Е. В., Андреева В. О., Артымук Н. В., Белокриницкая Т. Е., Буралкина Н. А., Веселова Н. М., Виноградова М. А., Долгушина В. Ф., Коваль И. П., Коколина В. Ф., Кохреидзе Н. А., Кротин П. Н., Кутушева Г. Ф., Мардоян М. А., Мингалева Н. В., Пивень Л. А., Сальникова И. А., Сибирская Е. В., Сутурина Л. В., Ткаченко Л. В. и др. Федеральные клинические рекомендации по диагностике и лечению аномальных маточных кровотечений пубертатного периода. Российское общество акушеров-гинекологов; Межрегиональная общественная организация «Объединение детских и подростковых гинекологов»; ФГБУ «Научный Центр акушерства, гинекологии и перинатологии им. В. И. Кулакова» Минздрава РФ. Москва, 2014.
- Shipitsyna E., Zolotoverkhaya E., Savicheva A., Krasnoselskikh T., Krotin P., Domeika M., Unemo m.sexual behavirous, knowledge and attitudes regarding safe sex, and prevalence of non-viralsexualy transmitted infections among attendees of youth clinic in St.Petersburg, Russia, // Journal of the European Academy of Dermatology and Venereology. 2013. Т. 27. № 1. С. e75-e84.
- Публикация из списков цитируемой литературы Кротин П. Н., Павленко Е. О., Ландина О. Ю., Меркулова Л. В. Опыт лечения дисплазии шейки матки у женщин с HPV препаратом Галавит. // Лечащий врач. 2013. № 8.С. 75.
- Кротин П. Н., Куликов А. М. Биопсихосоциальный подход в охране репродуктивного здоровья подростков.//  Медицинская психология в России. 2012. № 5 (16). С. 3.
- Кротин П. Н., Кириленко О. В. Репродуктивное завтра России: «нет» бактериальному вагинозу! Лечение бактериального вгиноза при нормальном гормональном статусе у девушек-подростков 16-18 лет. StatusPraesens. // Гинекология, акушерство, бесплодный брак. 2012. № 1 (7). С. 52-58.
- Кротин П. Н., Кириленко О. В. Публикация из списков цитируемой литературы Репродуктивное завтра России: «нет» бактериальному вагинозу! StatusPraesens. // Гинекология, акушерство, бесплодный брак. 2012. № 5. С. 52.
- Кротин П. Н., Гоготадзе И. Н. Маточные кровотечения пубертатного периода: опыт ведения в условиях дневного стационара. // Фарматека. 2011. № 6 (219). С. 42-48.
- Кротин П. Н., Куликов А. М., Панова О. В. Участие педиатра в охране репродуктивного здоровья детей и подростков. // Фарматека. 2011. № 6 (219). С. 8-13.
- Кротин П. Н., Кириленко О. В. Вульвовагинальный кандидоз: лечение и профилактика рецидивов. // Репродуктивное здоровье детей и подростков. 2011. № 3. С. 37-44.
- Кротин П. Н., Панова О. В., Алексеев А. М., Кутехова С. Ю. Соматический и психологический статус девушек после медицинского аборта, // Репродуктивное здоровье детей и подростков. 2011. № 3. С. 74-78.
- Виноградова А. Н., Иванова И. П., Кожуховская Т. Ю., Корчагина Г. А., Кротин П. Н., Кузнецова Е. Ю., Куликов А. М., Мазаев А. В., Михайлов Л. А., Молодцова Е. Ю., Павлова Т. Ю., Рахманова А. Г., Симбирцева Л. П., Станкевич П. В., Фиссер Т. ВИЧ-инфекция, сексуальное и репродуктивное здоровье молодежи, Санкт-Петербург, 2010.
- Кротин П. Н., Куликов А. М., Медведев В. П. Современные медико-социальные технологии охраны здоровья подростков и молодлежи, // Вестник Санкт-Петербургской медицинской академии последипломного образования. 2010. Т. 2. № 2. С. 106—115.
- Кротин П. Н. Публикация из списков цитируемой литературы Организация медико-социальной помощи по охране репродуктивного здоровья девушек-подростков, РМЖ. 2009. № 2. С. 12.
- Кулаков В. И., Паавонен Й., Прилепская В. Н., Минкина Г. Н., Роговская С. И., Бебнева Т. Н., Гоготадзе И. Н., Козаченко В. П., Коломиец Л. А., Кондриков Н. И., Костава М. Н., Кротин П. Н., Куевда Д. А., Намазова Л. С., Савичева А. М., Таточенко В. К., Уварова Е. В., Шабалова И. П., Шипулина О. Ю., Шипицына Е. В. и др. Профилактика рака шейки матки/ руководство для врачей, ГУ НЦ акушерства, гинекологии и перинатологии им. В. И. Кулакова Росмедтехнологий. Москва, 2008.
- Кротин П. Н., Кохреидзе Н. А., Кутушева Г. Ф., Осипов И. Б., Лебедев Д. А., Бурханов В. В. Гинекологическая урология детей и подростков. Учебно-методическое пособие. Утверждено Учебно-Методическим Советом Санкт-Петербургской государственной педиатрической медицинской академии МЗ РФ. Санкт-Петербург, 2008.
- Кротин П. Н., Куликов А. М., Кожуховская Т. Ю. Медико-социальные службы для подростков со статусом «клиника, дружественная к молодежи». План действий учреждения претендующего на статус клиники, дружественные к молодежи. Методическое письмо, Москва, 2008.
- Кротин Н. П., Куликов А. М., Кожуховская Т. Ю. Комплексный анализ деятельности клиники, дружественной к молодежи. Методические рекомендации, Санкт-Петербург, 2008.
- Кротин П. Н., Уварова Е. В., Лордкипанидзе Б. А., Товстуха Е. А., Малашенкова Т. В., Байдуллина Ф. А. Эффективность современной негормональной посткоитальной контрацепции по результатам многоцентрового. Фарматека. 2008. № 14 (168). С. 62-68.
- Krotin P.N. Medical and social aid in the reproductive adolescents' health protection  // Journal of obstetrics and womans diseases. 2007. Т. 56. № S1. С. 113—116.
- Simakhodskiy A., Krotin P., Vorobyova N., Kozhukhovskaya T. Cooperation of specialists for prevention of sexually transmitted infections and hiv/aids and unwanted pregnancy among youths in Saint-Petersburg (experience of the russian-swedish project). // Journal of obstetrics and womans diseases. 2007. T. 56. № S1. C. 117—118.
- Ailamazyan E.K., Sokolovskiy E.V., Savicheva A.M., Domeika M., Kulikov A.M., Emanuel V.L., Krotin P.N., Kuznetsova О.Yu., Safronova M.M., Petrov V.L., Ignatovskiy A.V., Badikov V.D., Ababkova T.V. Consolidation of specialists for the improvment of reproductive health in Russia. // Journal of obstetrics and womans diseases /Journal of obstetrics and womans diseases. 2007. T. 56. № S1. C. 138—139.
- Кротин П. Н. Медико-социальная помощь в охране репродуктивного здоровья подростков, // Журнал акушерства и женских болезней. 2007. Т. 56. № S1. С. 46-50.
- Симаходский А. С., Кротин П. Н., Воробьева Н. А., Кожуховская Т. Ю. Межведомственное взаимодействие в области профилактики инфекций, передаваемых половым путем (ИППП), в том числе ВИЧ/ СПИДа, и нежелательной беременности среди молодежи Санкт-Петербурга (из опыта работы в российско-шведских проектах), // Журнал акушерства и женских болезней. 2007. Т. 56. № S1. С. 50-52.
- Айламазян Э. К., Соколовский Е. В., Савичева А. М., Домейка М., Куликов А. М., Эмануэль В. Л., Кротин П. Н., Кузнецова О. Ю., Сафронова М. М., Петров В. Л., Игнатовский А. В., Вадиков В. Д., Абабкова Т. В. Объединение специалистов для улучшения репродуктивного здоровья населения. // Журнал акушерства и женских болезней. 2007. Т. 56. № S1. С. 75-77.
- Кротин П. Н., Кожуховская Т. Ю. Публикация из списков цитируемой литературы Репродуктивное поведение и контрацептивный выбор подростков и молодежи, // РМЖ. 2007. № 11. С. 341.
- Совершенствование медицинской помощи девочкам, страдающим неспецифическим вульвовагинитом, Информационное письмо / Санкт-Петербург, 2006.
- Подростковая медицина: Руководство / под ред.: Л. И. Левиной и А. М. Куликова. — изд. 2. — «Питер», 2006. — 556 с.
- Кротин П. Н., Куликов А. М., Кожуховская Т. Ю. Клиники, дружественные к молодежи, Руководство для врачей и организаторов здравоохранения. Москва, 2006
- Кротин П. Н., Куликов А. М. Медико-социальная помощь подросткам в сохранении репродуктивного здоровья. // Справочник фельдшера и акушерки. 2006. № 10. С. 47-55.
- Кротин П. Н., Ипполитова М. Ф. Комплексный подход в лечении больных с первичной дисменореей. // Репродуктивное здоровье детей и подростков. 2006. № 1. С. 37-47.
- Кротин П. Н. Медико-социальная помощь в охране репродуктивного здоровья девочек-подростков.// Репродуктивное здоровье детей и подростков. 2006. № 4. С. 52-59.
- Кротин П. Н., Трофимов В. Н., Трофимова Е. Н. Особенности психотерапевтического консультирования в системе реабилитации юных женщин, перенесших операцию искусственного прерывания беременности. // Трудный пациент. 2006. Т. 4. № 9. С. 44-48.
- Кротин П. Н. Использование микродозированного комбинированного орального контрацептива «Новинет» в подростковой гинекологии. // Гинекология. 2005. Т. 7. № 1. Т. 48-50.
- Шипицына Е. В., Воробьева Н. Е., Савичева А. М., Соколовский Е. В., Гущин А. Е., Рыжих П. Г., Шипулин Г. А., Кротин П. Н., Меркулова Л. В., Ландина О. Ю. Применение метода nucleic acid sequence-based amplification в реальном времени (nasba-real-time) для диагностики урогенитальной хламидийной инфекции. // Журнал акушерства и женских болезней. 2005. Т. 54. № 4. С. 17-21. 7
- Кротин П. Н. Организация медико-социальной помощи по охране репродуктивного здоровья девушек-подростков. // РМЖ. 2005. Т. 13. № 10. С. 633—637.
- Кротин П. Н. Публикация из списков цитируемой литературы. // РМЖ. 2005. Т. 13. № 10. С. 633.
- Кротин П. Н. Проблемы охраны репродуктивного здоровья подростков и пути их решения. // Планирование семьи. 2005. № 2. С. 6-9.
- Кротин П. Н., Фролова Е. В., Захлевная Г. Н., Решетова Т. В., Кузнецов Н. И., Степанова Е. В., Куликов А. М., Медведев В. П., Кришталь Т. Ю., Оганова М. А., Лоскучерявая Т. Д., Баласанянц Г. С., Тресс А. С., Романюк Ф. П., Моисеева И. Е., Алферов В. П., Чугунова О. В., Колмо Е. А., Конюхов А. В., Сидорова Т. А. и др. Профилактика в общей врачебной практике. Учебное пособие для системы послевузовского профессионального образования врачей, Санкт-Петербургская медицинская академия последипломного образования Министерства здравоохранения Российской Федерации, Государственный научно-исследовательский центр профилактики. Санкт-Петербург, 2004.
- Krotin P.N., Kulikov A.M., Taenkova A.A., Kozhukhovskaya T.Yu. Sexual education in russia and its perspectives. Journal of obstetrics and womans diseases.// Journal of obstetrics and womans diseases. 2004. T. 53. № S4. C. 54-55.
- Кротин П. Н., Кожуховская Т. Ю., Таенкова А.А Репродуктивное поведение и контрацептивный выбор подростков и молодежи. // РМЖ. 2004. Т. 12. № 5. С. 341—347.
- Кротин П. Н., Ипполитова М. Ф. Анализ врачебного подхода к ведению девочек-подростков с первичной дисменорееи в амбулаторных условиях  Современные проблемы детской и подростковой гинекологии в России. 2003. С. 103—104.
- Кротин П. Н., Ипполитова М. Ф. Становление менструальной функции у девушек-подростков, страдающих первичной дисменореей.//  В сборнике: Современные проблемы детской и подростковой гинекологии в России. 2003. С. 105—107.
- Кузнецова О. Ю., Разнатовский К. И., Сафронова М. М., Плавинский С. Л., Куликов А. М., Кротин П. Н., Кузнецов Н. И., Степанова Е. В., Похазникова М. А., Леонтьев А. В., Мустафаев Ю. А., Баринова А. Н., Боева В. И. Инфекции, передающиеся половым путем, в общей врачебной практике. Санкт-Петербург, 2003.
- Кротин П. Н., Таенкова А. А. . Роль мужчин в планировании семьи. В сборнике: Современные проблемы детской и подростковой гинекологии в России. 2003. С. 142—144.
- Кротин П. Н., Ярных А. Л., Ворохобина Н. В. К вопросу об этиологии поражения тестикул у подростков с задержкой полового развития. В сборнике: Современные проблемы детской и подростковой гинекологии в России. 2003. С. 223—226.
- Кротин П. Н., Кожуховская Т. Ю. Клиники, дружественные к молодежи в системе охраны репродуктивного здоровья подростков. В сборнике: Современные проблемы детской и подростковой гинекологии в России. 2003. С. 29-32.
- Кротин П. Н., Алексеева Н. В., Ландина О. Ю. Опыт лечения вагинального кандидоза у юных женщин ГКДЦ «Ювента». В сборнике: Современные проблемы детской и подростковой гинекологии в России. 2003. С. 55-56.
- Кротин П. Н., Федорова Н. А., Товстуха Е. А., Кожуховская Т. Ю., Гладских Е. Н., Еремягина А. А., Лыткина В. В. Современный подход к терапии в лечении ювенильных маточных кровотечений. В сборнике: Современные проблемы детской и подростковой гинекологии в России. 2003. С. 80-83.
- Кротин П. Н., Меркулова Л. В., Ландина О. Ю., Павленко Е. О. Опыт лечения дисплазии шейки матки у женщин с HPV препаратом «Галавит». Лечащий врач. 2003. № 8. С. 75-78.
- Кротин П. Н., Осипов И. Б., Кожуховская Т. Ю. Состояние репродуктивного здоровья мальчиков в Санкт-Петербурге. Андрология и генитальная хирургия. 2003. Т. 4. № 3-4. С. 59-62.
- Кротин П. Н., Лузан Н. В., Куликов A.M., Брюхина Е. В., Матыцина Л. А., Дмитриева Н. В., Симаходский А. С., Сапожникова Р. Б., Петрова О. Н., Камалдинов Д. О., Аврукина О. М., Васильева И. А., Голованова Т. Ю., Давыдова С. В., Касик Е. П., Яшина Е. Ю. Клиники, дружественные к молодежи (пособие для Организатора) / Новосибирск, 2002.
- Кротин П. Н., Куликов А. М., Медведев В. П., Яковлева Н. А. Биологические, социальные и природные факторы развития заболеваний у подростков. В сборнике: Эколого-эпидемиологическая экспертиза здоровья населения — основа рациональной профилактики болезней. Хлопинские чтения. Материалы XXXV конференции. под редакцией А. П. Щербо и С. С. Першина. 2002. С. 44-49.
- Кротин П. Н., Кожуховская Т. Ю., Меркулова Л. В., Товстуха Е. А., Шаранова И. Г. Проблемы сохранения репродуктивного потенциала современной молодежи и пути их решения. Управление здравоохранением. 2002. № 2. С. 62-69.
- Кротин П. Н. Информация для подростков и молодёжи по вопросам охраны репродуктивного здоровья. Контрацепция и здоровье женщины. 2002. № 2. С. 48-50.
- Кротин П. Н., Юрьев В. К., Торопкова Ю. Ю. Влияние ряда социальных факторов и лечебно-профилактических мероприятий на репродуктивный потенциал девушек-подростков. В сборнике: Сохранение репродуктивного потенциала подростков. 2001. С. 22-23.
- Кротин П. Н., Кожуховская Т. Ю., Товстуха Е. А. Проблемы оказания стационарной гинекологической помощи девушкам-подросткам. В сборнике: Сохранение репродуктивного потенциала подростков. 2001. С. 37-38.
- Кротин П. Н., Куликов А. М., Магнутова И. Ю. Соматическое и репродуктивное здоровье старшеклассниц с серьезным отношением к учебе. В сборнике: Сохранение репродуктивного потенциала подростков. 2001. С. 39-41.
- Куликов А. М., Кротин П. Н., Городкова Н. А., Боева В. И. Потребность в терапевтической помощи девушкам в центре репродуктивного здоровья подростков. В сборнике: Сохранение репродуктивного потенциала подростков. 2001. С. 47-50.
- Кротин П. Н., Куликов А. М. Здоровье девушек: соматические и репродуктивные аспекты. Учебное пособие / Санкт-Петербург, 2001.
- Кротин П. Н., Куликов А. М. Соматическое и репродуктивное здоровье старшеклассниц с серьезным отношением к учебе. В сборнике: Сохранение репродуктивного потенциала подростков. 2001. С. 6-8.
- Кротин П. Н., Ландина О. Ю., Фёдорова Н. А., Актавина Н. В. Опыт использования контрацептивов третьего поколения фирмы «Гедеон Рихтер» у молодых женщин. В сборнике: Сохранение репродуктивного потенциала подростков. 2001. С. 86-88.
- Куценко Г. И., Юрьев В. К., Кротин П. Н., Кожуховская Т. Ю. Состояние репродуктивного здоровья мальчиков Санкт-Петербурга. Проблемы социальной гигиены, здравоохранения и истории медицины. 2001. № 5. С. 24-29.
- Кротин П. Н., Лебедев Д. А., Кожуховская Т. Ю. Медико-социальные аспекты охраны репродуктивного здоровья современных мальчиков. Научный вестник Тюменской медицинской академии. 2001. № 6. С. 23-26.
- Кротин П. Н., Юрьев В. К., Куликов А. М., Юрьев В. В. Репродуктивный потенциал современных девушек-подростков и пути его сохранения. Гедеон Рихтер в СНГ. 2001. № 3. С. 5-8.
- Кротин П. Н. Организация молодежных консультативных центров охраны репродуктивного здоровья как клиник, доброжелательных к подростку. Контрацепция и здоровье женщины. 2001. № 2. С. 50-53.
- Юрьев В. К., Кожуховская Т. Ю., Куценко Г. И., Заславский Д. В. Репродуктивный потенциал мальчиков — будущих отцов. Санкт-Петербург, 2000.
- Кротин П. Н., Лечение ювенильных маточных кровотечений методом электропунктуры. Автореферат диссертация на соискание ученой степени кандидата медицинских наук, Институт акушерства и гинекологии АМН СССР. — Л, 1990. — 25 с. — Библиограф.: с. 24-26
- Кротин П. Н. Научное обоснование организации службы охраны репродуктивного здоровья девушек-подростков. Автореферат диссертации доктора медицинских наук, Санкт-Петербургская государственная педиатрическая академия Санкт-Петербург, 1998
- Кротин П. Н., Алексеева Н. В., Максимова Т. А. Особенности организации работы дерматовенерологической службы в подростковом центре. В сборнике: Эколого-социальные вопросы зашиты и охраны здоровья молодого поколения на пути в XXI век. Материалы IV Международного конгресса. 1998. С. 259—261.
- Кротин П. Н., Товстуха Е. А., Меркулова Л. В. Проблемы организации нравственно-гигиенического воспитания школьников Санкт-Петербурга. В сборнике: Эколого-социальные вопросы зашиты и охраны здоровья молодого поколения на пути в XXI век. Материалы IV Международного конгресса. 1998. С. 288—289.
- Кротин П. Н. Эффективность профилактической направленности работы с подростками. В сборнике: Эколого-социальные вопросы зашиты и охраны здоровья молодого поколения на пути в XXI век. Материалы IV Международного конгресса. 1998. С. 69-70.
- Кротин П. Н., Юрьев В. В., Юрьев В. К. Экономическая эффективность внедрения новых технологий производства искусственного аборта у юных женщин. Экономика здравоохранения. 1998. № 4. С. 66-67.
- Кротин П. Н. Публикация из списков цитируемой литературы Опыт работы санкт-петербургского городского консультативно-диагностического центра репродуктивного здоровья подростков «Ювента». Планирование семьи. 1994. № 4. С. 38.
- Кротин П. Н., Гоготадзе И. Н., Соломкина И. Ю. Коррекция менструальной функции у девочек негормональными методами. Проблемы эндокринологии. 1992. Т. 38. № 4. С. 56.
- Кобозева Н. В., Кротин П. Н. Лечение ювенильных кровотечений электропунктурой. Акушерство и гинекология. 1981. Т. 57. № 12. С. 28-30.

## Награды
- Медаль «В память 300-летия Санкт-Петербурга» (2003).
- «Заслуженный врач Российской Федерации» (2010).